# イーホル・ドリジュチャーヌィイ
イーホル・ヴァスィーリョヴィチ・ドリジュチャーヌィイ（ウクライナ語: І́гор Васи́льович Дріжча́ний；1961年10月19日 - ）は、ウクライナの政治家。元ウクライナ保安庁（SBU）長官。検察庁出身。ウクライナ上級大将。

## 概要
キエフ出身。1983年、T.H.シェフチェンコ記念キエフ国立大学を優秀で卒業。
1983年から2003年まで、検察機関で働く。2002年4月から2003年11月まで、ウクライナ検事次長。
2004年2月からSBU次官。2005年9月8日、SBU長官に任命。2006年11月、ヴィクトル・ユシチェンコ大統領はドリジュチャーヌィイの解任を議会に動議し、12月22日、議会により解任決議が採択された。